# 雁山园
雁山园位于中国广西壮族自治区桂林市雁山区，建于1869年，被称为“岭南第一园”。
该公园为清同治八年（1869年）大岗埠豪绅唐岳所建的私家园林，称为“雁山别墅”。唐岳死后，其子因经营不善，将之变卖给时任两广总督的岑春煊。因之为广西省西林县人，遂更名为“西林公园”。民国18年（1929年），岑春煊将之捐赠给国民政府，更名为“雁山公园”。
公园大致呈长方形，南北长约500米，东西宽约330米，占地面积约15万平方米，围以砖石围墙。公园整体依山傍水，内有建于方竹山北麓的涵通楼，为一座两层殿堂式楼阁，其前有戏台；楼西南为澄研阁，是一座两层高飞檐建筑；楼东侧的湖面上有碧云湖舫，为一座两端三层高翘、中为两层的船舫式建筑。三座建筑由长约100米、两层复通的曲折长廊相连。此外还有梅厅、琳琅仙馆、稻香村、花神祠、红豆院、绣花楼、相思亭、玄珠桥等建筑。园内植有诸多名贵植物，其中红豆、丹桂、方竹和绿萼梅被称为“雁山四宝”。岑春煊购得该别墅后，曾对该园加以修整，涵通楼、澄研阁按原样恢复，碧云湖舫改建为水榭，分南北两厅。园内还有稻田、菜畦、瓜棚、茅房等田园景物。雁山公园借助真山、真水配以人工建筑和田园景色而建，体现了南方园林的典型特色。雁山公园自民国19年（1930年）以后用作校舍至今。